# محاق

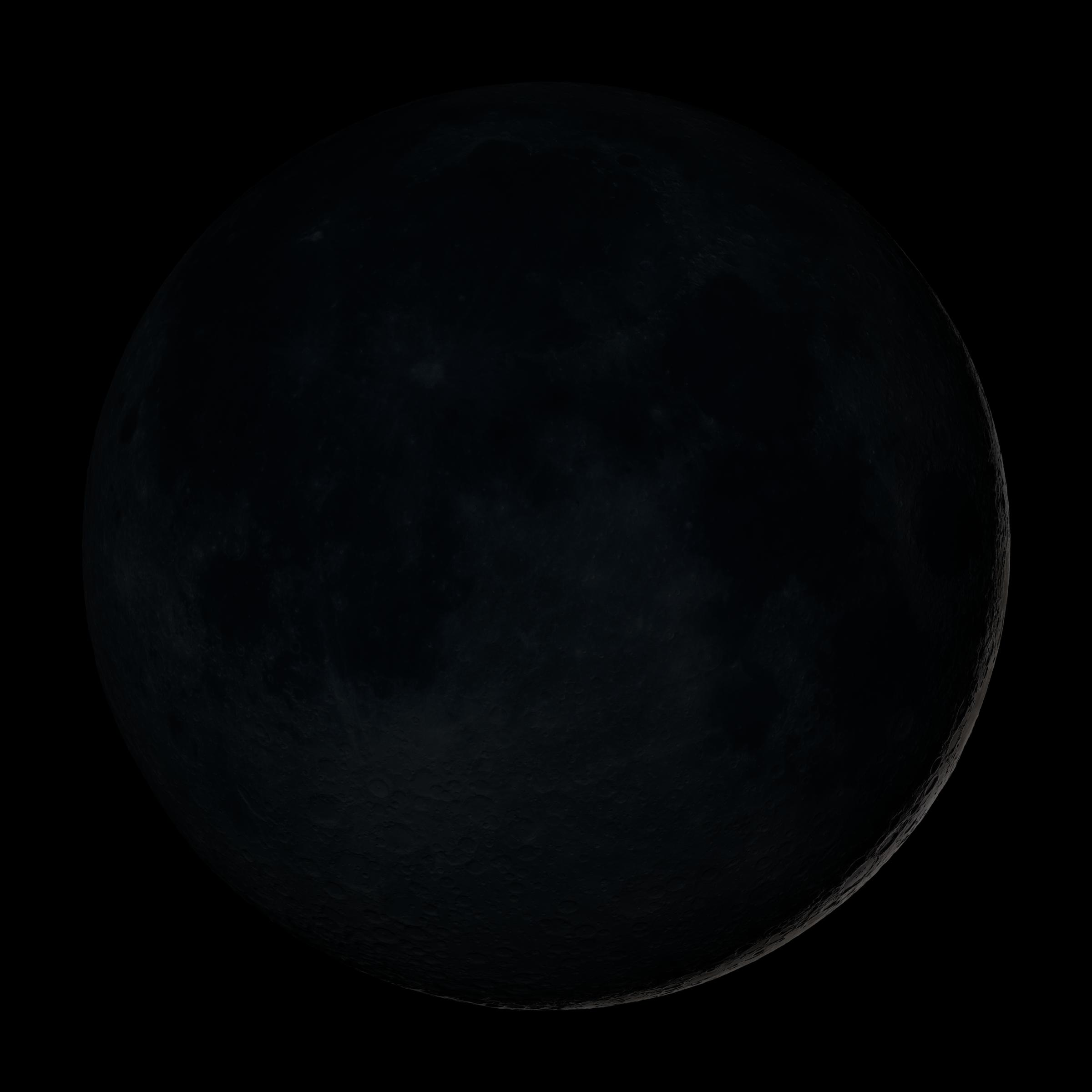
صورة محاكاة للقمر الجديد المحدد تقليديًا: أول هلال مرئي (أسفل اليمين)، والذي يشير إلى بداية شهر جديد في العديد من التقويمات القمرية والقمرية الشمسية.

المُحَاقُ (بالإنجليزية: New Moon)‏ مبتدأ أطوار القمر ومنتهاها، وهو غياب ضوء القمر المنعكس إذا كان القمر بين الأرض والشمس، أي: لا وجود لجزء منعكس يُرىٰ من الأرض. وسمي بالمُحاق (لغةً): لانمحاق نوره واختفائه، فيقترن الشمس والقمر ويولد شهر هجري جديد. وهو (فلكيًا): اجتماع الشمس والقمر في الإحداثيات السماوية نفسِها. فإذا خرجَ القمر من التراصف مع الشمس، بدأََ ضوء الشمس ينعكس على الجزء الخارج من القمر، فيرىٰ الرائي من الأرض الهلال. وهذه المرحلة 15 ساعة منذ حدوث الاقتران، وأما المِقراب فيرى الهلال بعد 13 ساعة من المُحاق. ومن شروط صحة رؤية الهلال أن يُرىٰ بعد المُحاق، وأن يغرب القمر بعد غروب الشمس، وأن يبتعد الهلال عن الشمس بزاوية لا تقل عن ست درجات (6°).
وبعد المُحاق يحدث الهلال، ثُم التربيع الأول، ثم الأحدب المتزايد، ثم البدر، ثم الأحدب المتناقص، ثم التربيع الثاني، ثم هلال آخر الشهر، ثم المُحاق مرة أخرى فيبدأ شهْر جديد.

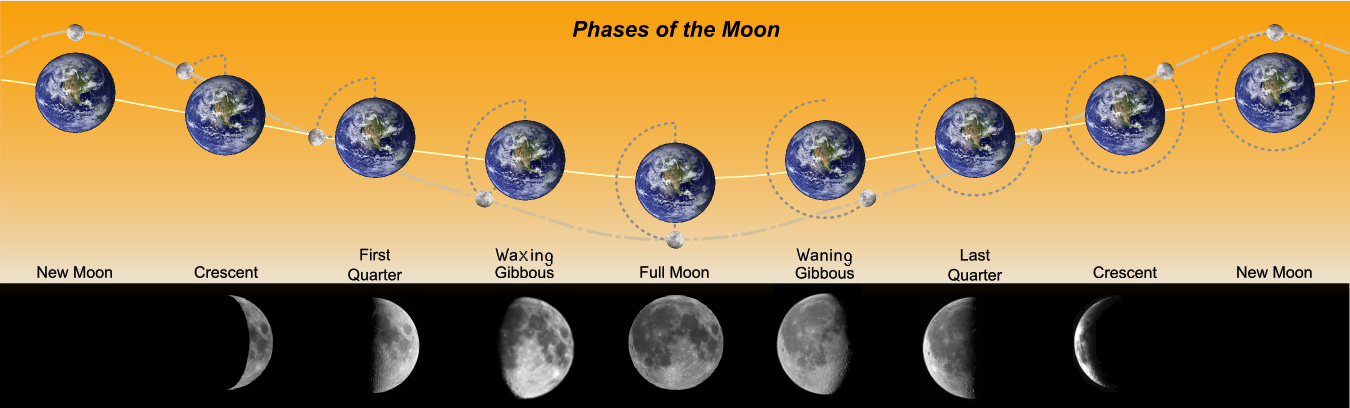
منازل القمر